# Walckenaeria puella
Walckenaeria puella is een spinnensoort uit de familie hangmatspinnen (Linyphiidae). De soort komt voor in de Verenigde Staten.